# Allegretto
Allegretto (italienisch; etwas schnell, etwas bewegt, munter, heiter, fröhlich) ist eine musikalische Tempobezeichnung. Als Diminutiv von Allegro fordert sie ein etwas langsameres Tempo, das zwischen Allegro moderato und Andante con moto anzusiedeln ist. Oft wird durch diese Vorschrift auch ein leichter und graziöser Charakter intendiert, doch ist dieses nicht zwingend: Allegretto kann – wie allegro – auch als charakterneutrale Tempobezeichnung fungieren.
Leopold Mozart schrieb in seiner 1756 erschienenen Violinschule:

„Allegretto ist etwas langsamer als Allegro, hat gemeinhin etwas angenehmes, etwas artiges und scherzhaftes, und vieles mit dem Andante gemein. Es muss also artig, tändelnd, und scherzhaft vorgetragen werden: welches artige und scherzhafte man sowohl bey diesem als bey anderem Tempo durch das Wort Gusto deutlicher zu erkennen giebt.“